# Real Cofradía del Santísimo Sacramento de Minerva y la Santa Vera Cruz
La Real Cofradía del Santísimo Sacramento de Minerva y la Santa Vera Cruz es una cofradía católica de la ciudad de León, España. Fue fundada en 1612 y tiene su sede en la iglesia de San Martín.

## Historia

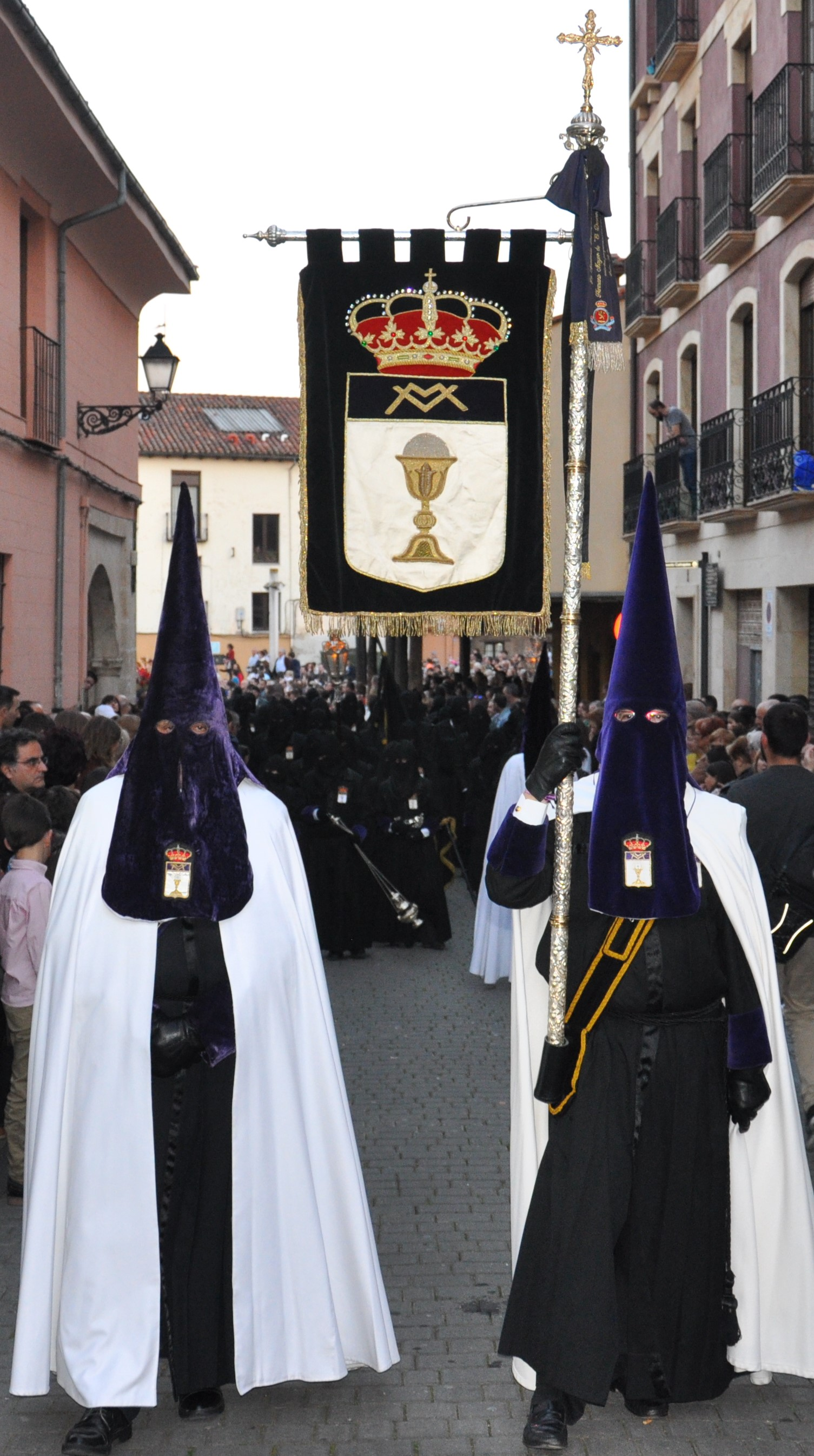
Estandarte de la cofradía

Bajo el actual nombre de la cofradía se unen una serie de hermandades con distinto carácter:
Lo primero es que Minerva hace referencia a dos cofradías sacramentales que era la Cofradía del Santísimo Sacramento y el Santísimo Sacramento de la Minerva.
La Cofradía del Santísimo Sacramento data ya de 1560, siendo su abad Diego de Torres. Como indica su nombre, estaba dedicada al Santísimo Sacramento y su sede se encontraba en la parroquia de San Martín. La primera regla de esta cofradía parece que data del 29 de octubre del año 1633, posteriormente reformada en 1727, donde se dice que:

A la función de Jueves y Viernes Santo ha de asistir la Cofradía con sus Insignias y doce Blasones, han de llebar el Palio tres seises de la Parrochia, y otros tres de la Cofradía, y el Guion el Mayordomo de la Iglesia, y todo el tiempo que estuviese su Majestad en el Monumento han de estar dos Achas encendidas, y con estas han de alumbrar el Viernes Santo el Abad y Procurador de la Cofradía al Entierro de Cristo, que sale del convento de San Francisco

La congregación del Santísimo Sacramento de la Minerva fue una hermandad eucarística cuya advocación se encontraba a la basílica de Santa María sobre Minerva de Roma, dedicada igualmente al Santísimo Sacramento. La hermandad romana, promovida por el Padre Dominico Tomas Stella, fue difundida por el Papa Paulo III mediante la bula Dominus Noster Jesus Christus de 1539 por la cual, se indultaban y se otorgaban beneficios a todas las personas que se reuniesen en hermandades bajo este nombre en todo el mundo cristiano bajo la denominación de La Minerva. Con este pretexto, se funda en 1612 esta cofradía en León por el legado apostólico del cardenal Alexandre de Cessarini por petición del abad del monasterio de San Claudio, fray Vicente de Arce. Obtuvo la aprobación del prelado Francisco Terrones Aguilar del Caño, cuyo primer protector fue Hernando de Olivera, quien dotó una fundación de 5 ducados anuales para celebrar la fiesta de la Minerva Grande.
Esta cofradía se extinguió en pocos años y fue gracias a la propuesta de los mercaderes de paños, joyería, hierro y cerería del barrio de San Martín una nueva institución. Dicha petición fue llevada al abad fray Antonio de Guzmán para que la cofradía se trasladara a la parroquia de San Martín, del barrio homónimo, para que se fusionara con la Cofradía del Santísimo Sacramento. Para ello, se redactaron el 3 de noviembre de 1637 los nuevos estatutos, aprobados tres días después y por el obispo Bartolomé Santos el 8 de enero de 1638. No será hasta 1763 cuando se traslade definitivamente a esta iglesia y será en 1773 cuando se unan definitivamente con el beneplácito del prelado Don Pascual Herreros, formando la Cofradía del Santísimo Sacramento y Minerva de San Martín.
Las desamortizaciones hicieron que peligrase la existencia de esta cofradía, por lo que en 1842, el abad Don Gabriel Álvarez solicitó la continuación de la hermandad «por ser la única en la ciudad que realizaba un culto Solemne al Señor Sacramentado» y por estar instituida a la iglesia de Santa María Sopra Minerva, disfrutando de esta bula, motivo por el cual, se aprueba la perpetuación de la hermandad y en 1844 se redactan nuevos estatutos, aprobados el 20 de diciembre de 1844.
Lo segundo es que la Cofradía de la Santa Vera Cruz es una hermandad que engloba a otras de la ciudad de León como eran las de San Blas, San Fabián y San Sebastián, Nuestra Señora la Nueva, Santo Cristo de la Victoria y Santa Gertrudis la Magna.
La Cofradía de la Santa Vera Cruz según el fiscal general ecónomo del obispado de León en 1830, Manuel Garrido, es la cofradía más antigua de la ciudad de León. Se desconoce la fecha de creación pero el primer dato conocido es de 1513. Esta cofradía seguía el vivae vocis oráculo por el que el Papa Paulo III concede importantes gracias e indulgencias a todos los cofrades, los de disciplina y los de luz, de las cofradías de disciplinantes o de la Santa Cruz.
Una de las reseñas más antiguas que mencionan la cofradía es en el documento cuya reseña dice Que se pregone la procesion de los desciplinantes donde relaciona la procesión de los disciplinantes con la cofradía de la Santa Vera Cruz, que dice:

Este dia los dichos señores mandaron que se pregone oy a las plaças y mercados desta cibdad haziendo saber que mañana a la noche se haçe procesion de la Cofradia de la Cruz y a de aber desciplina para que todos los vezinos que quisieren allarse a la dicha procesion y llebar lumbre lo agan, lo que sera a las siete de la noche, y que todos los vezinos por las Calles donde pasare la procesion linpien las Calles so pena de, a un maravedi a cada uno que no las linpiare
 Que se pregone la procesion de los desciplinantes, 1567.

Gracias a este documento, se puede relacionar la cofradía de los disciplinantes con la de la Vera Cruz, por lo que se pueden atribuir a la hermandad otros documentos que retraen la noticia de su existencia. El más antiguo data de 1564 y se refiere a ciertos gastos del Ayuntamiento efectuados así:

quatro rreales de ocho baras para el teniente y los regidores El Juebes Santo para gobernar la procesion de los deceplinantes

Este documento permite saber que la compañía de la Vera Cruz hacía estación de penitencia el Jueves Santo en la llamada procesión de los disciplinantes. De este evento, la primera evidencia consta del 28 de marzo de 1521 por un conflicto que se dio por la revuelta de los comuneros donde se narra lo siguiente:

ayer día de jueves de la cera, que fueron veynte e ocho días del dicho mes de marzo, e en acabandose de decir las tineblas e saliendo del coro de la dicha yglesia los dichos señores arçedianos, pospuesto el temor de Dios e con desacatamiento del Santísimo Sacramento en cuya presencia estavan, en grandísimo escandalo de muchos, se arremetió el uno contra el otro e se dixeron palabras ynjuriosas, a cuya cabsa los parientes, amigos de los dichos señores e otras personas echaron mano a las espadas e broqueles que tenían e otras armas ofensivas e defensivas e se tiraron muchos golpes y, estando ansy en el dicho aboroto y escandalo, entró la procisión de disciplinantes y levaba delante de si un crucifixo y no teniendole aquella Reverencia que devia, dieron muchos golpes en el que levara el dicho cruçifixo e dieron con el en el suelo e de hecho le mataran si no fuera por dios que milagrosamente le quiso remediar, [...]
Acta capitular de la catedral de León, 1521.

También cuenta con el patronato del Ayuntamiento de León ya que desde el 31 de marzo de 1640, los representantes municipales se obligaron a sí mismos a acudir al cortejo de Jueves Santo, recogido en documentos que citan:

este dia el Señor Capitan Don Fernando de baldes corregidor de la dicha ciudad dijo y propuso que la ciudad acostumbraba hir acompañando la procesion de disciplina el jueves ssanto que la cofradia de la Vera Cruz hacia y salia del convento de San Francisco desta ciudad, y que despues que el correjidor ha visto que acuden muy pocos de los caballeros rejidores a la dicha Procision y si algunos acuden luego se ban y desaparecen, quedandose su mayoria solo y quando mucho con uno u dos caballeros rrejidores cosa yndecente y desautorizada en un dia semejante y que asi la ciudad determinase lo que fuese mas conbiniente o no hir la ciudad a semejante acto, o concurrir todos, y abiendose ablado y platicado sobre el caso se acordo y boto que todos los caballeros rejidores y escribanos de ayuntamiento y procurador general según se acostumbra asistan a la dicha procesion en la forma y como se acostumbra rejiendola y gobernandola acompañando por lo menos cuatro de los caballeros rejidores mas antiguos al señor correjidor sin excusarse ninguno, sino fuese con causas por una pena de doce reales a cada uno a repartir según costumbre entre los presos. E se abise a los porteros para que aboguen en la forma hordinaria.
Declaración institucional de los regidores leoneses de 1640.

Posteriormente se unió con las cofradías devocionales de San Blas, San Fabián y San Sebastián, Nuestra Señora la Nueva y Santo Cristo de la Victoria, todas ellas erigidas en el convento de San Francisco. Esta unión se realiza a instancias del Ayuntamiento leonés para proteger a la cofradía franciscana de la Santa Vera Cruz de una posible extinción producida por las reformas del Conde de Aranda de 1770. La devoción franciscana fue la que potenció la devoción a la cruz. Posteriormente, tras la Guerra de Independencia se agregaría a esta hermandad la cofradía de Santa Gertrudis la Magna, única instituida en el monasterio de Santa María de Carbajal. Con la desamortización de Mendizábal, la cofradía se ve obligada a cambiar su sede para ser ahora la de San Martín.

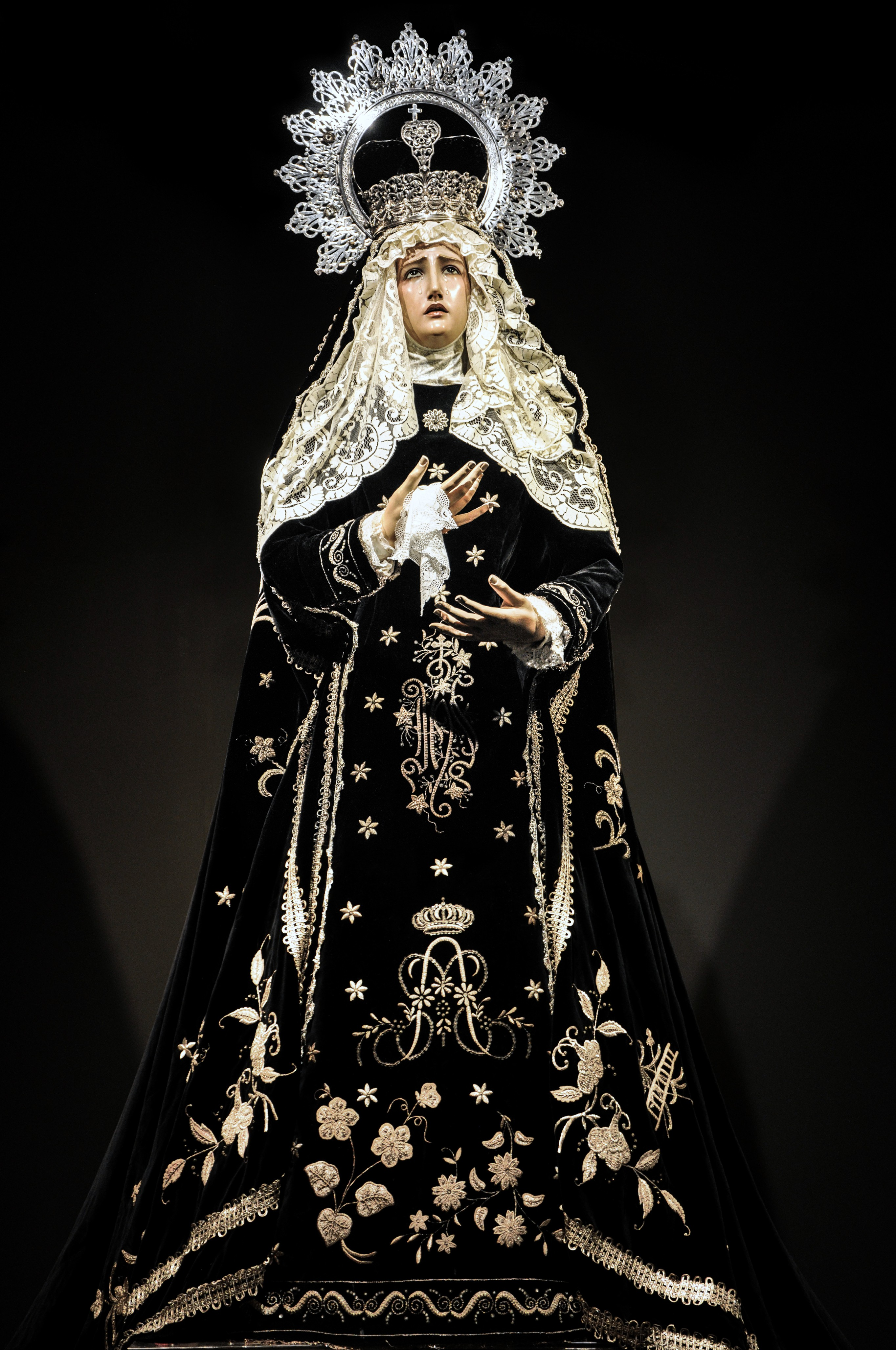
Virgen de la Soledad, obra de Pío Mollar Franch de 1917. Fue la primera imagen en procesionar bajo palio en la ciudad de León. Recibe el sobrenombre de Virgen Guapa o Pena Bonita.

Es ahora cuando se unen la Cofradía del Santísimo Sacramento y Minerva de San Martín y la Cofradía de la Santa Vera Cruz por estar instituidas en la misma parroquia, pasando a denominarse como Cofradías Unidas de Minerva y Veracruz. Redactarán en 1888 los nuevos estatutos, presentadas al obispado el 25 de abril de 1895 y aprobadas el 6 de mayo del mismo año. Posteriormente serán reformados y sancionados por las autoridades eclesiásticas el 22 de abril de 1927, los vigentes al día de hoy.
En un relicario soliforme se expone procesionalmente, una reliquia de la Santa Cruz, donada en 1959 por el obispo Luis Almarcha, procedente del Monasterio de Santo Toribio de Liébana.
El 14 de marzo de 1970, el Príncipe de España Juan Carlos acepta el cargo como Abad de Honor de la hermandad mediante la comunicación que remite el jefe de su casa, siendo el motivo por el que el 17 de octubre de 1996 la cofradía fuese honrada con el título de Real cofradía, pasando a denominarse Real Cofradía del Santísimo Sacramento de la Minerva y la Santa Vera Cruz.
En 2007 recibió, junto a la Cofradía de Nuestra Señora de las Angustias y Soledad y la Cofradía del Dulce Nombre de Jesús Nazareno, la medalla de oro de la ciudad de León.

## Emblema
El emblema es un escudo pentagonal irregular terminado en pico, bordeado en oro, timbrado por la corona real y partido en dos cuarteles; en el superior, sobre fondo morado, aparecen las letras M y V entrelazadas, mientras que en el inferior, sobre fondo de plata, aparece un cáliz dorado, con la Sagrada Forma encima.

## Indumentaria

Indumentaria

El hábito se compone de túnica y capillo de color negro, bocamangas de terciopelo morado, camisa blanca, guantes, pantalón, calcetines y zapatos negros. La Junta de Gobierno, Abades y Seises Honorarios cambian el capillo por un capirote de terciopelo morado e incorporan capa y cuellos en sarga blanca y vueltas de raso del mismo color.

## Actos y procesiones
- Lunes Santo: Procesión de la Pasión (organizada conjuntamente con las cofradías de Nuestra Señora de las Angustias y Soledad y Dulce Nombre de Jesús Nazareno).
- Miércoles Santo: Procesión de la Amargura.
- Viernes Santo: Procesión del Santo Entierro (años impares).

## Pasos
- Lignum Crucis: obra anónima del siglo XVII, es pujada por 80 braceros.
- Santo Cristo Flagelado del Desamparo y la Caridad: obra realizada por Manuel López Becker en 1998, es pujada por 86 braceros.
- Nuestro Padre Jesús de la Humillación y Paciencia: obra de Manuel López Becker realizada en 1991, es pujada por 80 braceros. Posteriormente se realizó una nueva talla con la misma advocación y del mismo autor en 2010.
- Nuestro Señor Jesús de la Salud: obra realizada por Manuel López Becker en 2000, es pujada por 82 braceros.

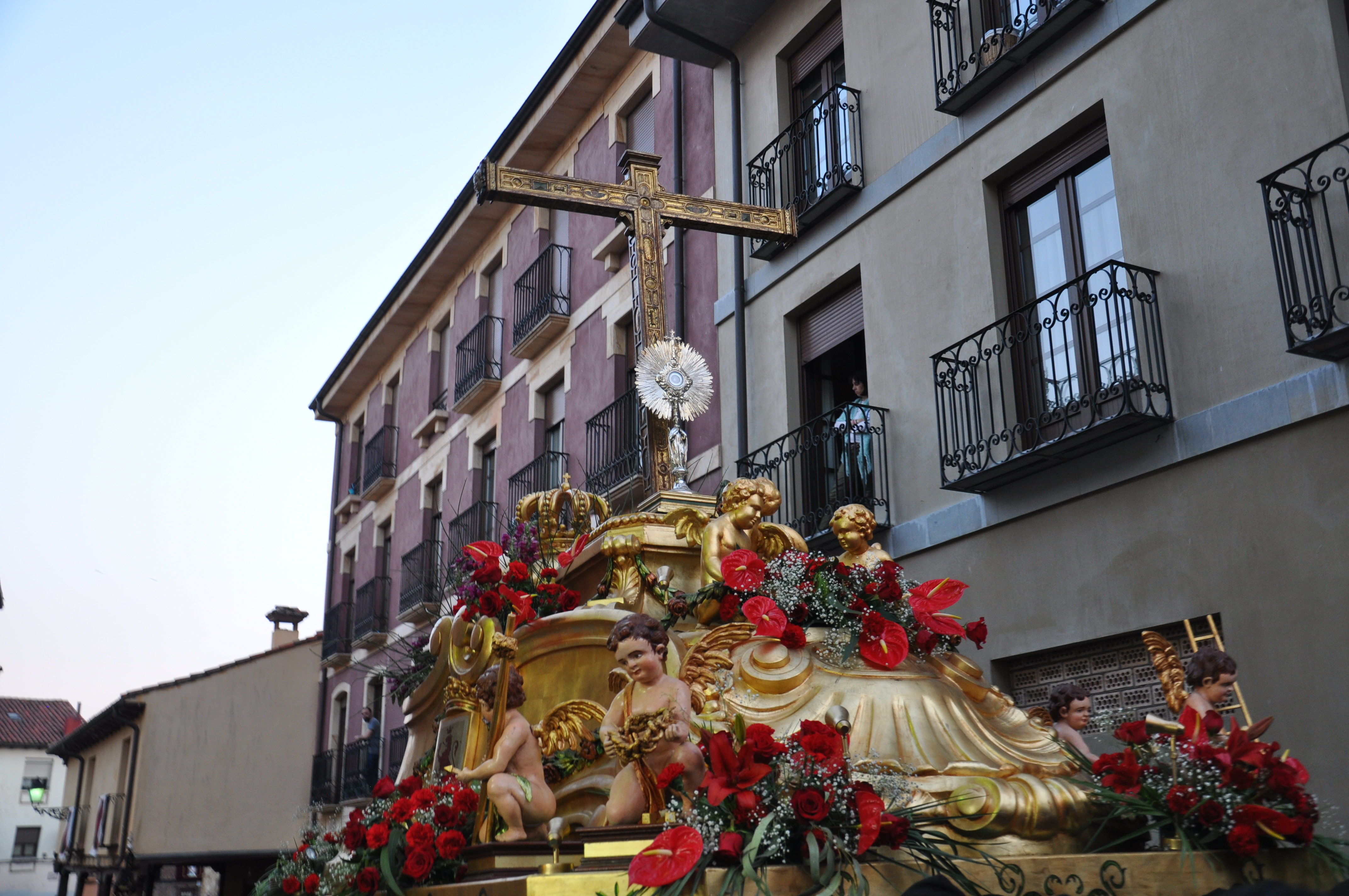
Lignum Crucis
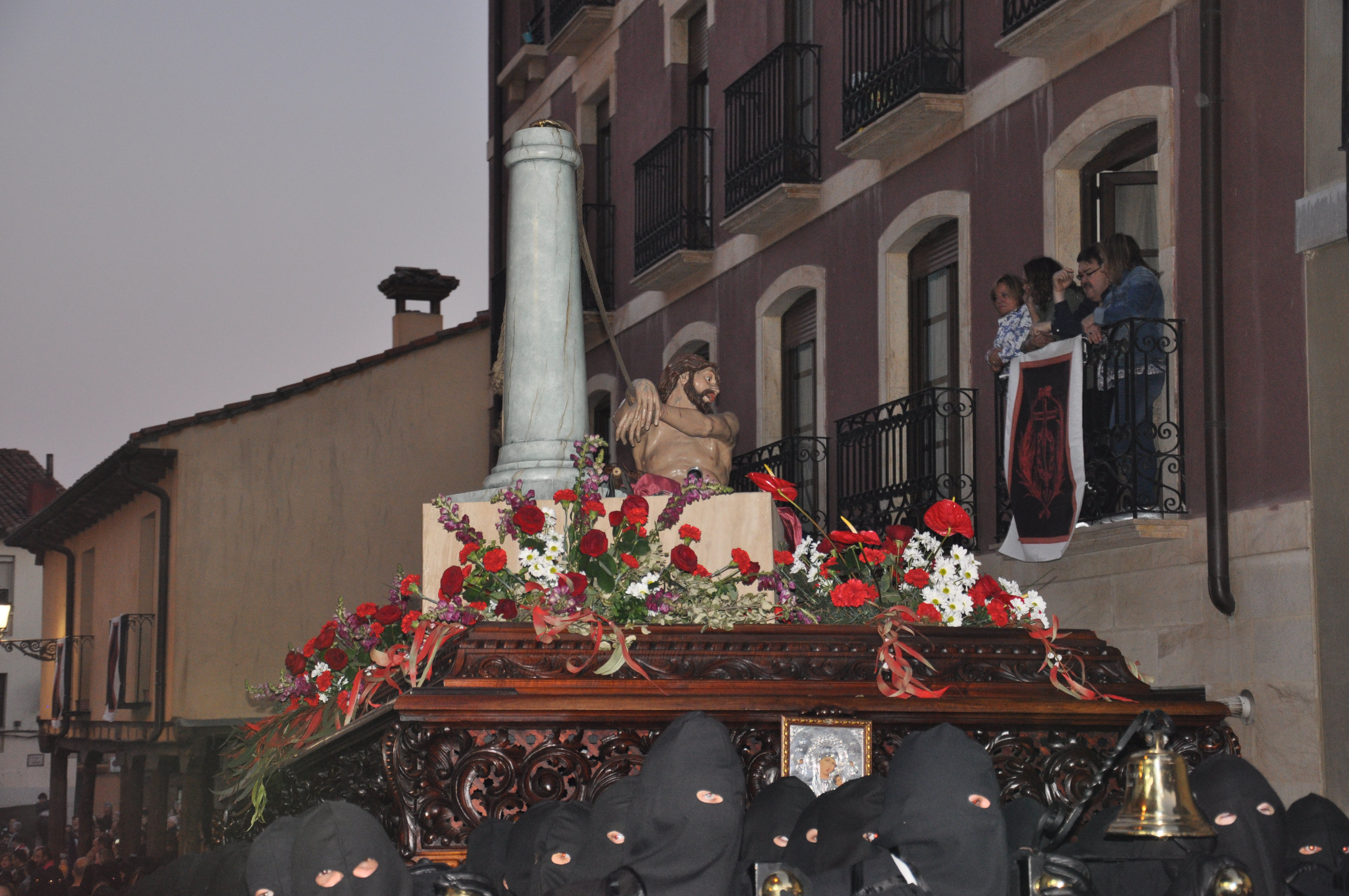
Santo Cristo Flagelado del Amparo y la Caridad
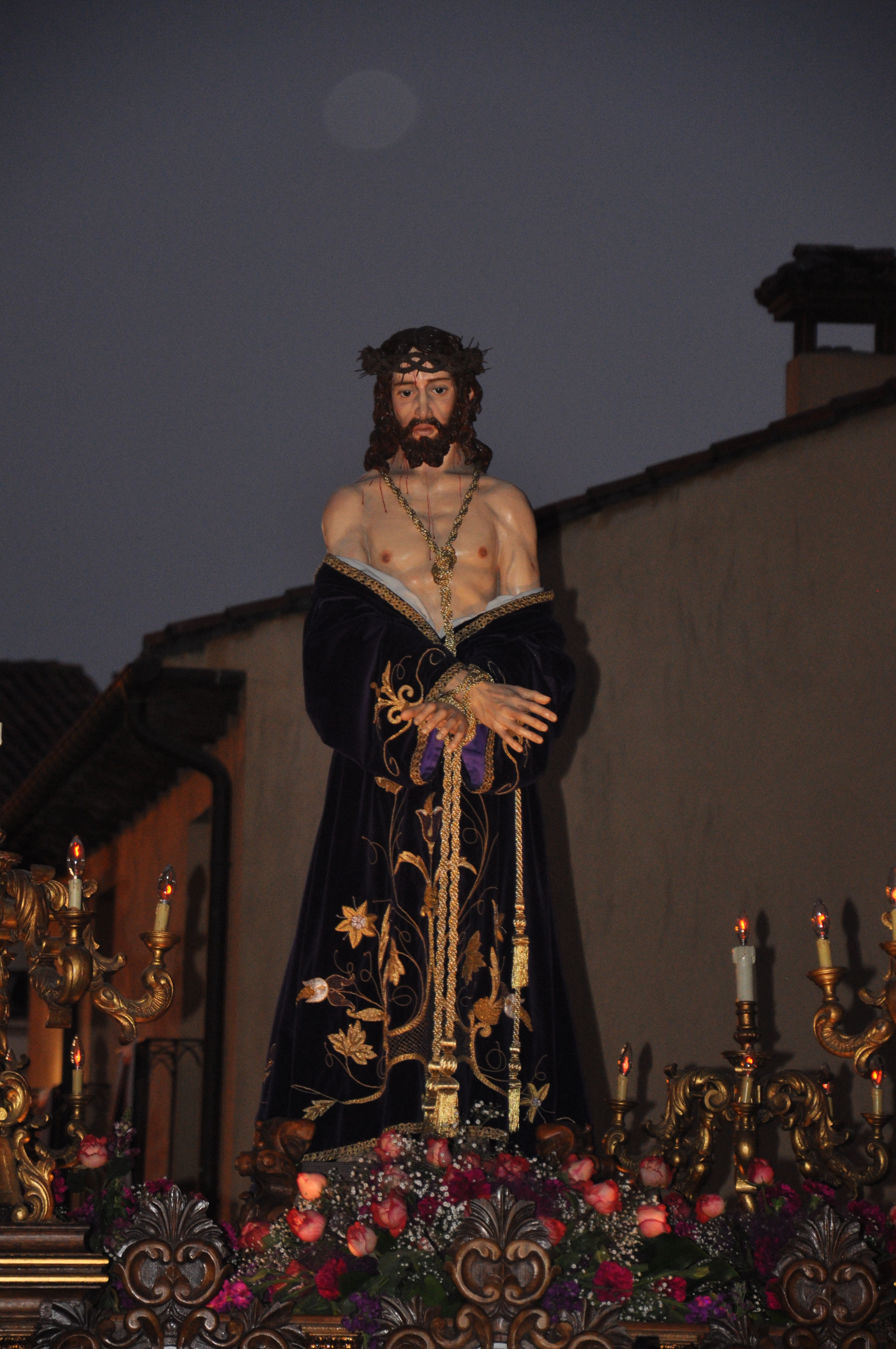
Nuestro Padre Jesús de la Humillación y Paciencia
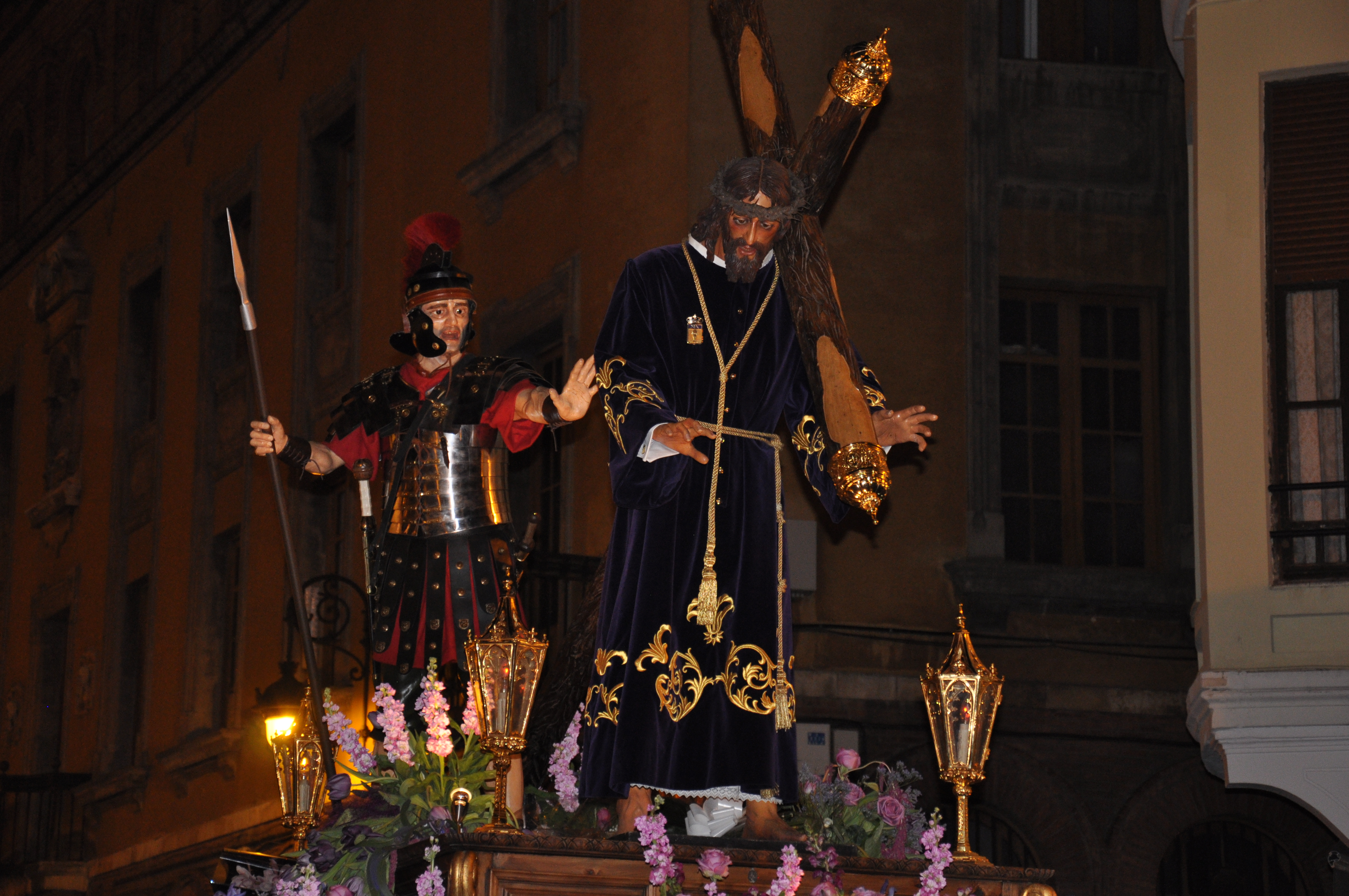
Nuestro Señor Jesús de la Salud

- Santo Cristo del Desenclavo: obra anónima del siglo XVI, es pujada por 84 braceros.
- Nuestra Señora de la Veracruz: obra del siglo XX realizada por la Escuela de Olot, es pujada por 84 braceros.
- Virgen de la Amargura: obra anónima del siglo XVII, es pujada por 86 braceros.
- Santo Cristo de la Agonía: obra realizada por Amado Fernández en 1973, es pujada por 82 braceros.
- Descendimiento: obra de Víctor de los Ríos realizada en 1945, es pujada por 120 braceros.

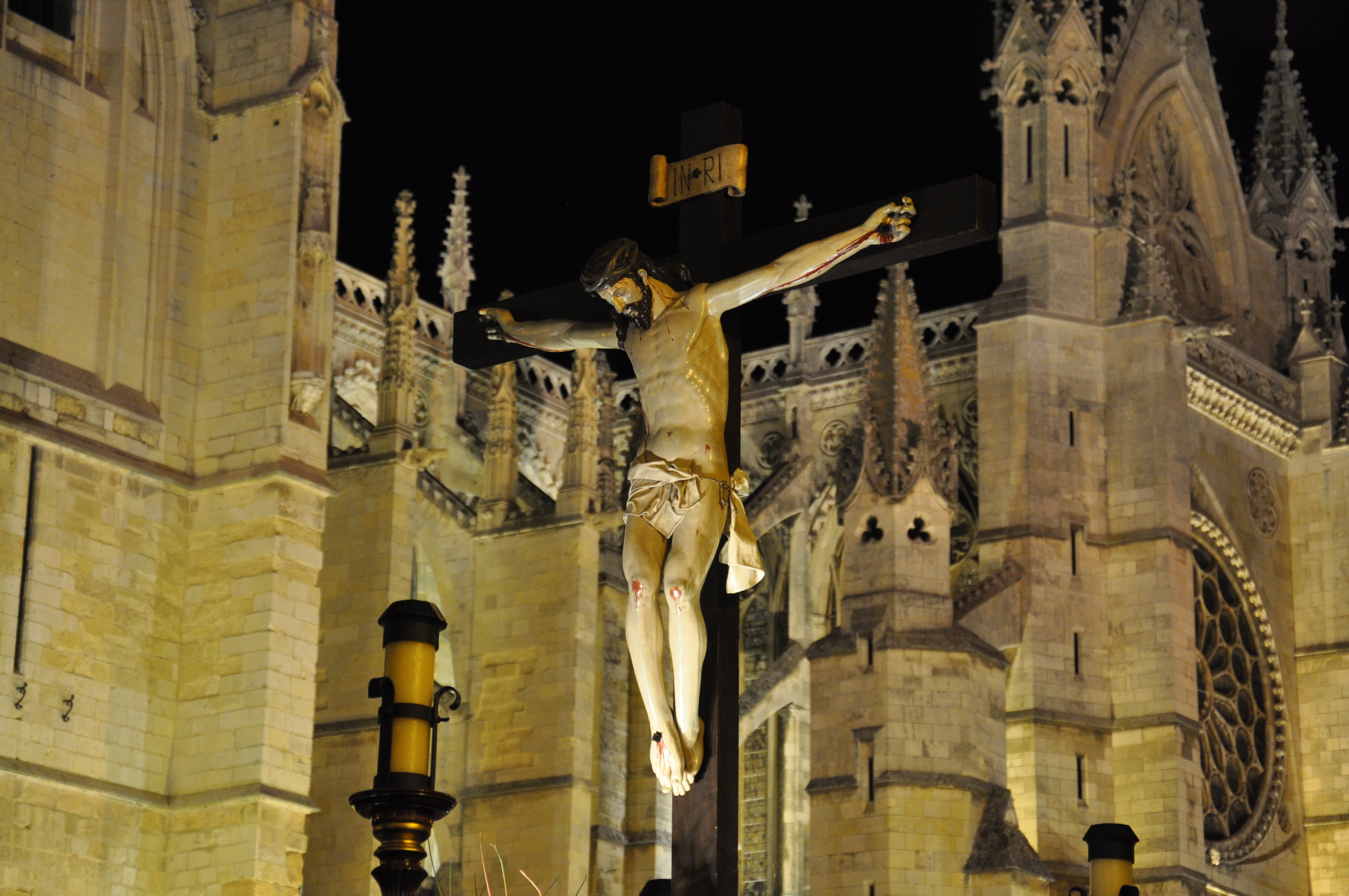
Santo Cristo del Desenclavo
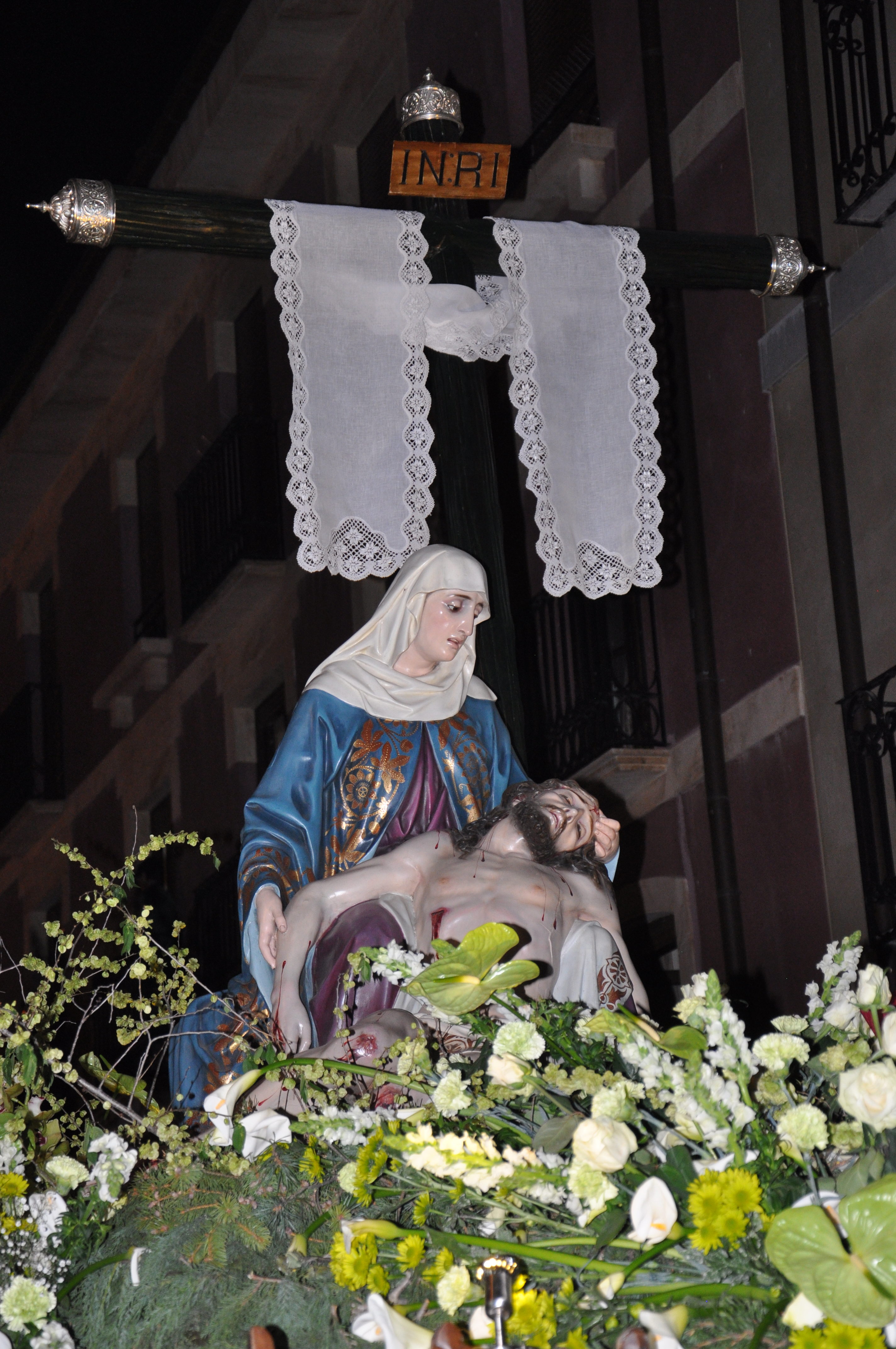
Nuestra Señora de la Veracruz
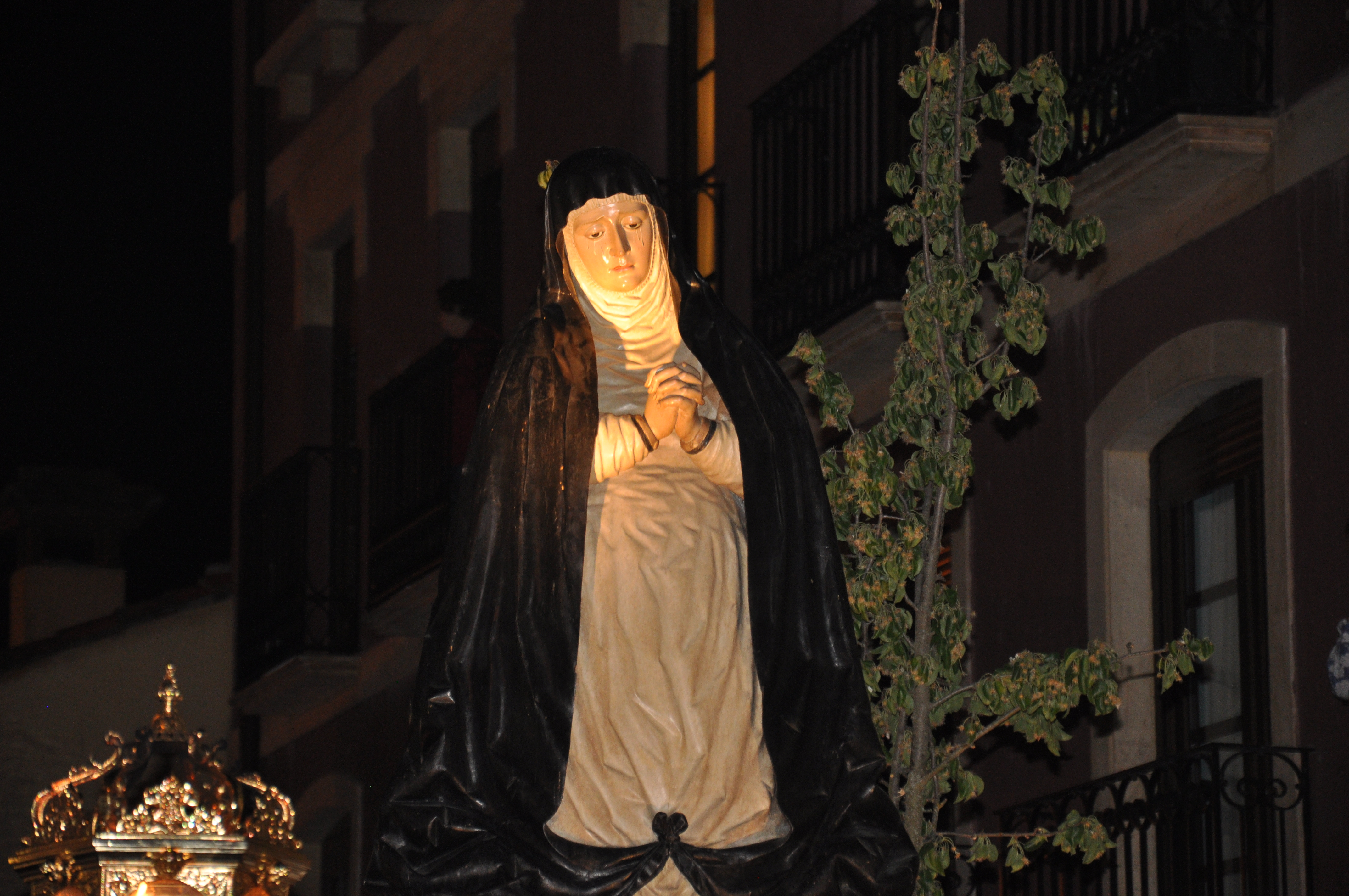
Virgen de la Amargura
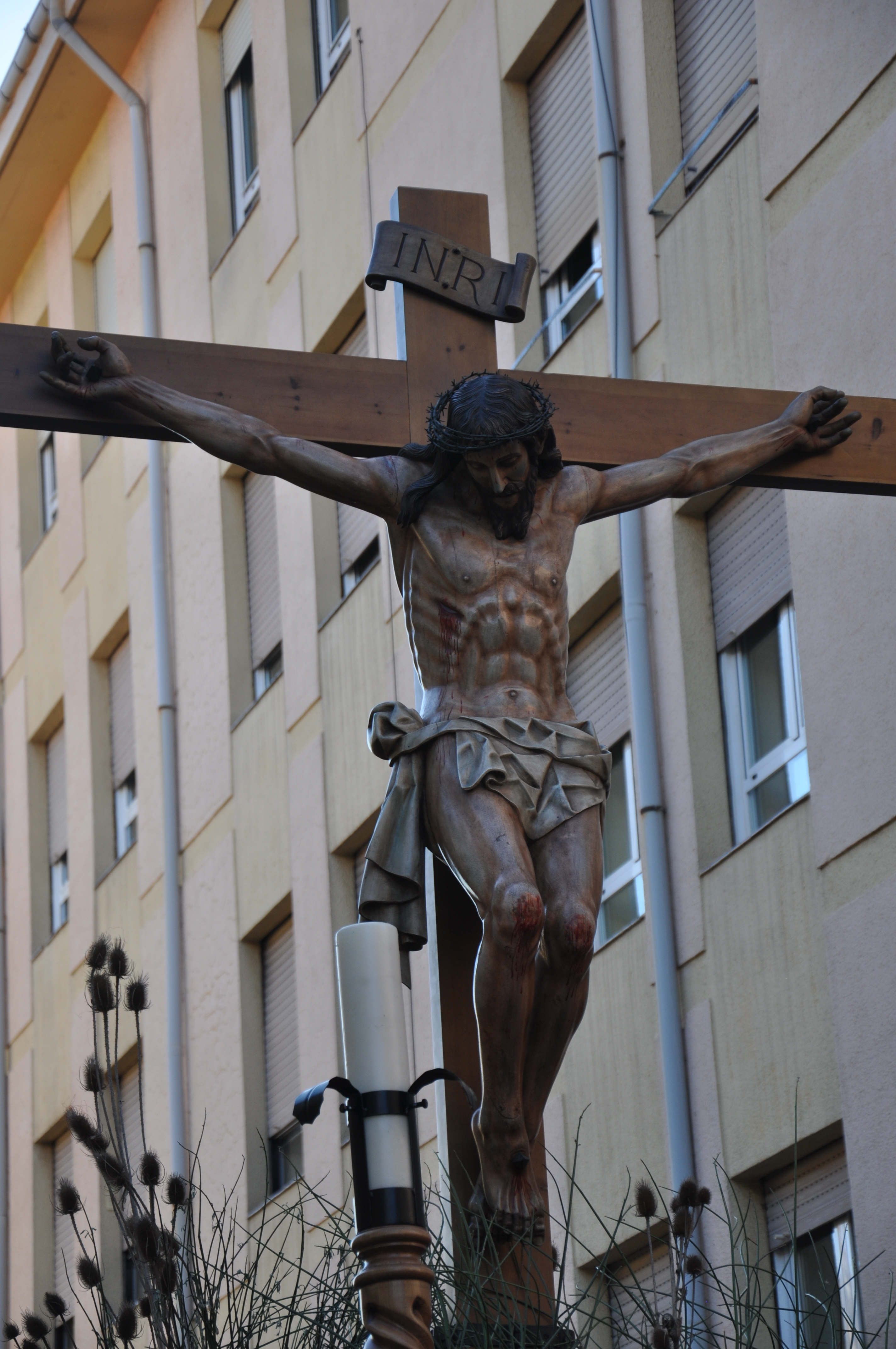
Santo Cristo de la Agonía
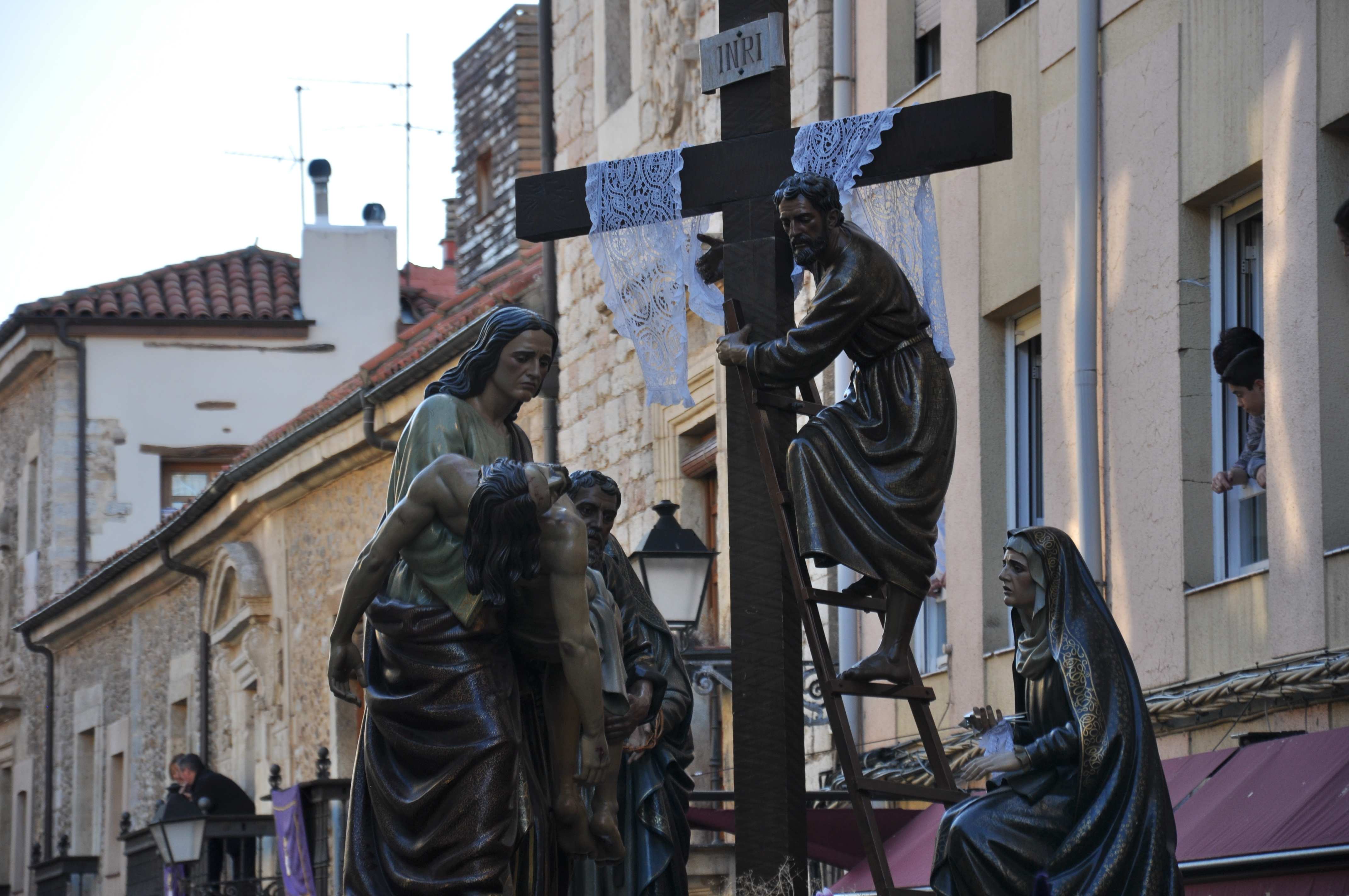
Descendimiento

- Virgen de la Piedad: obra de Luis Salvador Carmona realizada en 1750, es pujada por 84 braceros.
- Santo Sepulcro: obra realizada por Jacinto Higueras en 1951, es pujada por 96 braceros.
- San Juan: obra de Federico Collaut Valera realizada en 1951, es pujada por 82 braceros.
- Virgen de la Soledad: Pío Mollar Franch realizada en 1917, es pujada por 90 braceros.

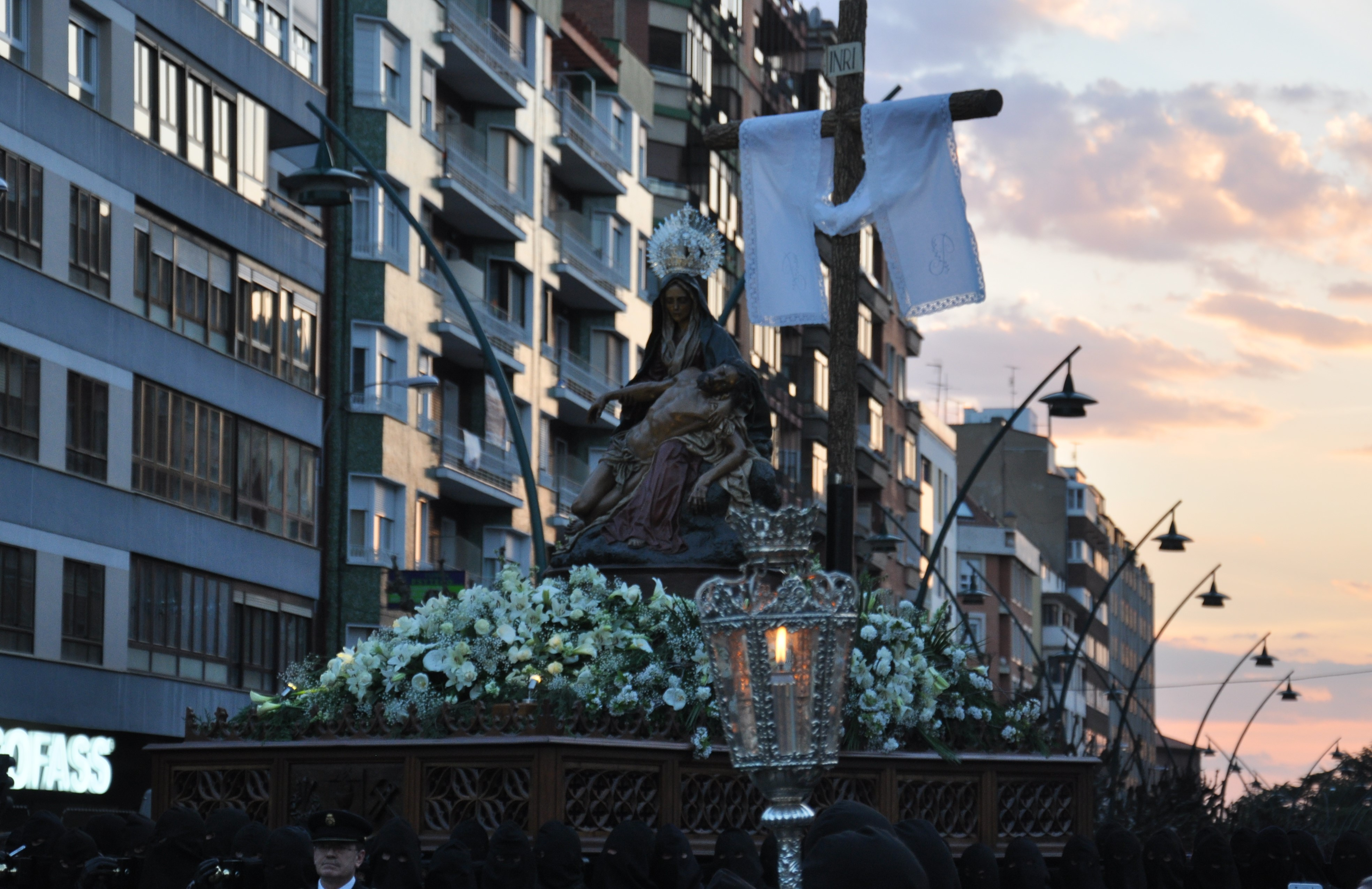
Virgen de la Piedad
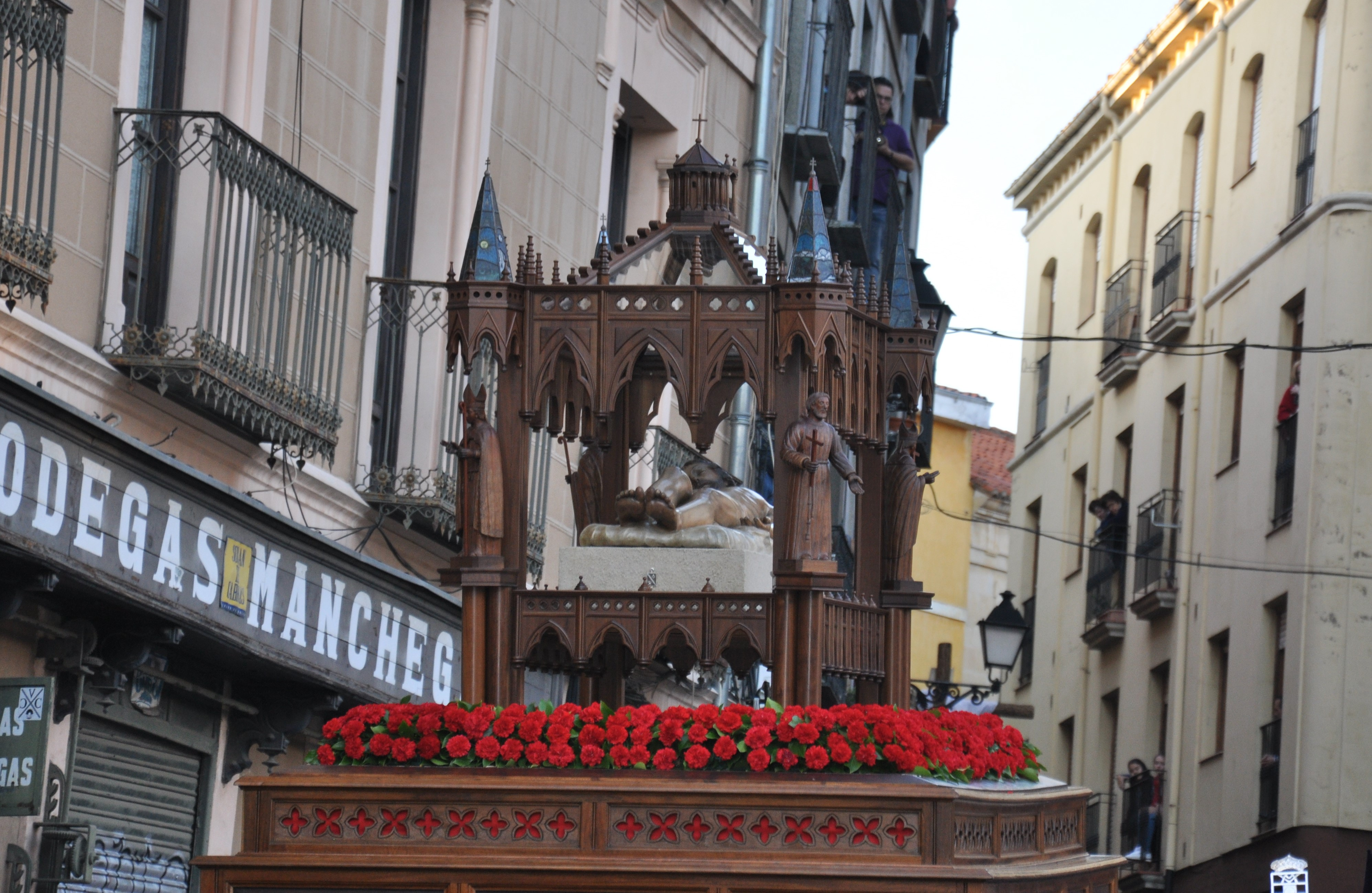
Santo Sepulcro
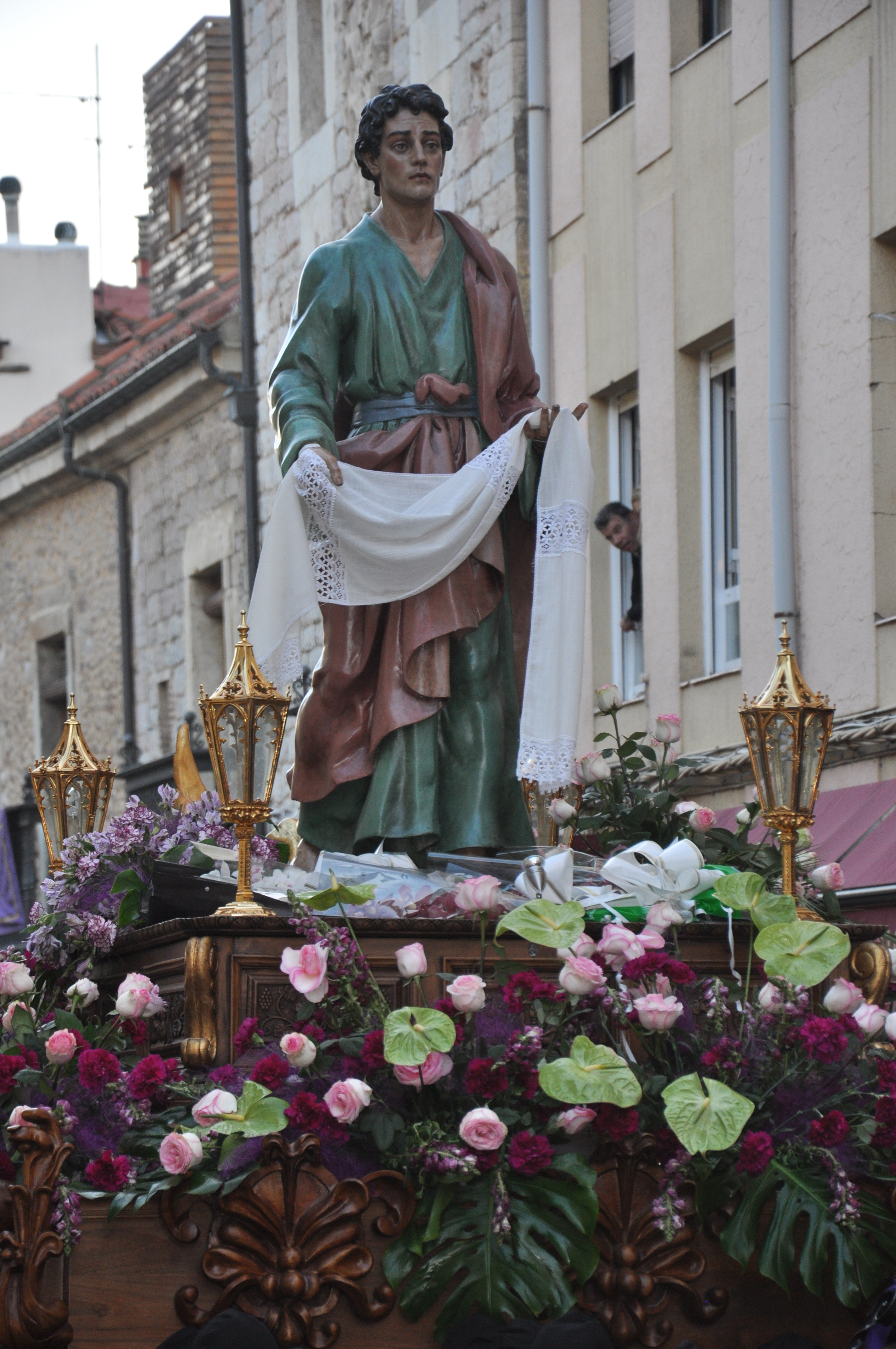
San Juan
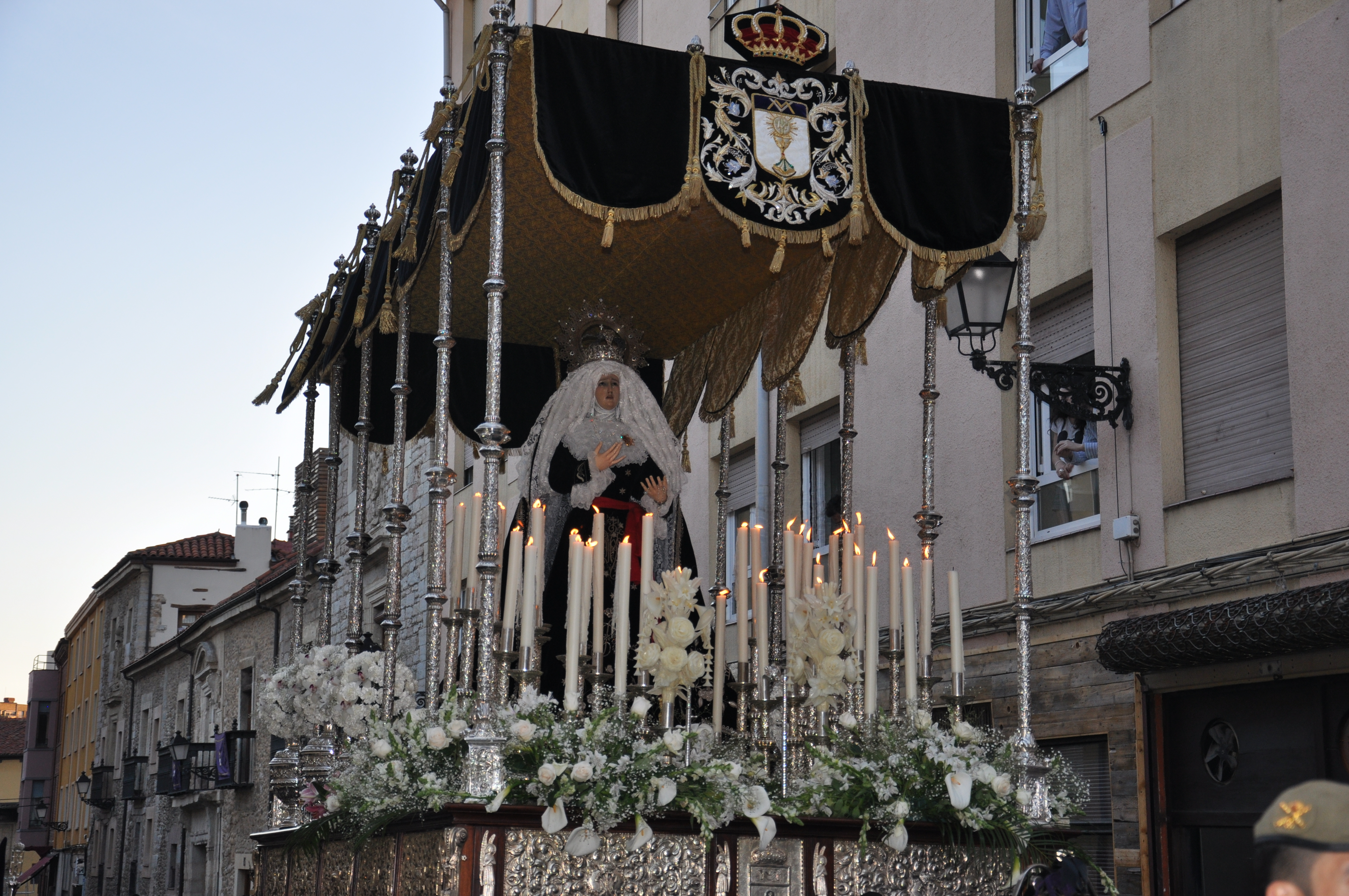
Virgen de la Soledad